# Steven Blaisse
Steven Blaisse, né le 7 mai 1940 à Amsterdam et mort le 20 avril 2001 à Brummen, est un rameur d'aviron néerlandais. 

## Carrière
Steven Blaisse participe aux Jeux olympiques d'été de 1964 à Tokyo et remporte la médaille d'argent en deux sans barreur avec son coéquipier Ernst Veenemans.